# 本町 (澀谷區)
本町（日语：／ Honmachi */?）是東京都澀谷區的地名。現行行政地名為本町一丁目至本町六丁目。已實施住居表示。2013年9月30日的人口有25,196人<。郵遞區號為151-0071。
因鄰近中野區本町（ほんちょう），店名等常寫作澀谷本町。

## 概要
位於東京都澀谷區北部。屬幡谷地域。原名「幡谷本町一〜三丁目」，1960年（昭和35年）改為「本町一〜六丁目」。1968年（昭和43年）實施住居表示。
北部與西北部鄰接中野區彌生町、南台，西部鄰接澀谷區幡谷，南部鄰接澀谷區初台，東部鄰接新宿區西新宿。町內主要道路有甲州街道與山手通，北部有方南通，南部有東京都道431號角筈和泉町線（水道道路）。
澀谷「本町」念作「ほんまち」，北側的中野區「本町」念作「ほんちょう」。兩地十分接近，尤其山手通附近僅相距100公尺左右。
地域內大部分為住宅區。本町四丁目有澀谷區役所本町出張所。由於鄰接西新宿，幹道沿線有許多企業的總部大樓。此外，位於東京工業試驗所舊址、連結地域東南端初台站的超高層大樓東京歌劇城（大部分屬西新宿），與相鄰的新國立劇場（位於町內）是此地地標。

## 交通
主要幹道有甲州街道與山手通。
南端甲州街道沿線有京王新線初台站與幡谷站，東部可利用初台站，西部可利用幡谷站。此外，地域東北部鄰近西新宿的都營地下鐵大江戶線西新宿五丁目站。
方南通、水道道路、山手通、甲州街道沿線的巴士班次眾多。

## 主要設施
- 本町出張所
- 本町區民會館
- 澀谷區立本町圖書館
- 代代木警察署
- 澀谷消防署－管轄周邊地區（所在地：神南）。

公園
- 二軒家公園
- 本町公園
- 南兒童遊園

教育
- 澀谷區立澀谷本町學学園
- 澀谷區立本町幼稚園
- 關東國際高等學校
- 帝京短期大學

企業
- 伊藤園本社
- 卡西歐本社

## 觀光
景點
- 新國立劇場
- 東京歌劇城－部分位於町內（所在地：西新宿）

商店街
- 不動通商店街

神社、寺院
- 冰川神社
- 幡谷不動尊（莊嚴寺）
- 大善寺

古蹟
- 清水橋－隣區（新宿區）西新宿五丁目站的副站名。
- 旗洗池跡

## 交通
鐵路
- 京王電鐵京王新線 ■初台站

道路
- 國道20號（甲州街道）
- 東京都道14號新宿國立線（方南通）
- 東京都道317號環狀六號線（山手通）
- 東京都道431號角筈和泉町線（水道道路）

首都高速道路、出入口
- 首都高速4號新宿線
  - 初台出入口
- 首都高速中央環狀線
- 西新宿JCT

## 備註
1. ↑  渋谷区／住民基本台帳・外国人登録による人口 的存檔，存档日期2013-10-13.

## 外部連結
- HOMETOWN澀谷本町 （页面存档备份，存于）
- 不動通商店街 （页面存档备份，存于）